# IRT New Lots Line

Quatre services desservent l’intégralité de lIRT New Lots Line.

L'IRT New Lots Line (ou Livonia Avenue Line) est une ligne (au sens de tronçon du réseau) du métro de New York située dans l'arrondissement de Brooklyn et issue de l'ancien réseau de l'Interborough Rapid Transit Company (IRT). Rattachée à la Division A du réseau, elle constitue l'unique section aérienne de l'IRT à Brooklyn. La ligne commence son parcours au niveau de la station Crown Heights – Utica Avenue dans le quartier de Crown Heights, et se termine au niveau de la station New Lots Avenue qui lui a donné son nom dans le quartier de New Lots. Elle compte 7 stations et comprend un espace destiné à accueillir une troisième voie entre les deux premières mais celui-ci n'a jamais été utilisé.
La ligne est empruntée par quatre services : la ligne 3  y circule en permanence sauf pour les late nights où elle est relayée par la ligne 4, tandis que certains trains des dessertes ligne 2 et ligne 5 y circulent durant les heures de pointe du fait du manque de place sur le segment de l'IRT Nostrand Avenue Line situé au sud de Franklin Avenue sur l'IRT Eastern Parkway Line.
Inaugurée le 23 novembre 1920, elle fut construite dans le cadre des Dual Contracts signés entre la ville de New York et les anciennes IRT et BMT en 1913.